# Kościół Niepokalanego Poczęcia Najświętszej Maryi Panny w Giżynie
Kościół Niepokalanego Poczęcia Najświętszej Maryi Panny w Giżynie – rzymskokatolicki kościół filialny należący do parafii Świętych Apostołów Piotra i Pawła w Sułowie Wielkim (dekanat Góra wschód archidiecezji wrocławskiej).
Jest to dawny zbór poewangelicki wzniesiony w 1652 roku. W 1927 roku świątynia została przebudowana (powstały wówczas nawy boczne). Kościół został przejęty przez kościół katolicki w 1945 roku. Podczas remontu w 1956 roku, zostały zdemontowane wewnętrzne boczne empory. Świątynia była restaurowana w 1966 roku. Kościół stanowi przykład tzw. świątyń ucieczkowych, budowanych na terenach wolności wyznaniowej – pograniczu śląsko – wielkopolskim.
Budowla jest drewniana, wybudowana została w konstrukcji zrębowej i szachulcowej. Świątynia jest orientowana, reprezentuje styl barokowy. Kościół jest trzynawowy, bazylikowy, posiada niższe nawy boczne, wybudowano go na niskiej podmurówce. Prezbiterium świątyni nie jest wydzielone z nawy, zamknięte jest trójbocznie. Z boku jest umieszczona zakrystia. Wieża jest nadbudowana nad frontową częścią nawy. Zwieńcza ją gontowy dach namiotowy. Od frontu kościoła znajduje się kruchta. Budowlę nakrywa dach jednokalenicowy, pokryty gontem. Wnętrze kościoła jest otynkowane. Strop płaski jest podparty 5 parami słupów, będących pozostałością po emporach. Chór muzyczny jest podparty dwoma słupami i charakteryzuje się prostą linią parapetu. Barokowy ołtarz główny powstał w 1743 roku i pochodzi z nieistniejącej świątyni w Czerninie. Krucyfiks został wykonany w 1817 roku.